# Hermann Wolf zu Füchtel
Hermann Wolf zu Füchtel (* im 15. Jahrhundert; † 11. März 1506) war Domherr in Münster.

## Leben
Hermann Wolf zu Füchtel gehörte dem Geschlecht der Wolf zu Füchtel an. Seine genaue genealogische Herkunft ist nicht bekannt. Am 4. Juli 1465 findet er als Domherr zu Münster urkundliche Erwähnung. Er war auch im Besitz der Obedienz Blasii sive Sommersell. Über seinen weiteren Lebensweg gibt die Quellenlage keinen Aufschluss.